# Олександр Долган
Олександр Долган (29 вересня 1926, Бронкс, Нью-Йорк, штат Нью-Йорк, США — 28 серпня 1986, Потомак, Монтґомері, Меріленд, США) — громадянин США, в'язень ГУЛАГу, мемуарист.

## Біографія
Олександр Долган народився 29 вересня 1926 року в Бронксі (Нью-Йорк) у сім'ї польського емігранта Майкла Долгана та Енні Долган. 1933 року, коли Олександру було 7 років, його батько вирушив у відрядження в Радянський Союз для роботи інженером на Московському автомобільному заводі. Після року роботи в Москві Майкл продовжив контракт ще на один рік за умови, що Радянський Союз оплатить приїзд його сім'ї. Однак після закінчення контракту Майкл зі сім'єю не зміг покинути СРСР через штучно створені бюрократичні перепони. Олександр Долган і його старша сестра, Стелла, виросли в Москві в роки Великого терору наприкінці 1930-х і під час Другої світової війни. 1943 року 16-річний Олександр влаштувався на роботу в посольстві США в Москві. Працював на посаді молодшого діловода.
У грудні 1948 року під час обідньої перерви його раптово заарештували представники радянської служби державної безпеки МДБ. Він опинився в Луб'янській, а потім в Лефортовській в'язниці. Проти нього висунули сфабриковане звинувачення в шпигунстві проти Радянського Союзу. У цих в'язницях він провів рік, пережив жорстокі психологічні й фізичні тортури, метою яких було зізнатися у вигаданих гріхах. Після того Долгана перевели до Суханівської тюрми. Там він пережив кілька місяців інтенсивних тортур. Щоб не збожеволіти, він використовував спеціальні практики для підтримки своєї психіки, такі як вимірювання розмірів своєї камери різними способами, а також відстаней, пройдених ним у камері за певний термін. За його оцінками за час, проведений в Суханівці, він пройшов по камері відстань, достатню, щоб пройти з Москви через усю Європу й досягти середини Атлантичного океану. Його стан фізичного здоров'я погіршав, після чого його перевели в лікарню при Бутирській в'язниці.
Долгана засудили до двадцяти п'яти років позбавлення волі. Він потрапив у Джезказгані, у Казахстані, де працював протягом декількох місяців, поки його знову не перевели в Москву. Його повернення ініціював заступник міністра державної безпеки СРСР полковник Михайло Рюмін, який хотів використовувати Долгана на показовому процесі. Долгана знову відправили в Суханівку, де Рюмін особисто катував і бив його, намагаючись змусити зізнатися в участі в декількох антирадянських змовах. Проте через декілька місяців помер Сталін і Рюмін був заарештований та розстріляний. Долгана відправили назад у Джезказган, де він перебував в ув'язненні до 1956 року.
Після звільнення з ув'язнення Долган повернувся в Москву. Умовою його звільнення була заборона на контакти з американською владою. Він виявив, що і його мати, і батько були заарештовані й піддані тортурам, щоб домогтися від них звинувачень на його адресу, внаслідок чого його мати збожеволіла. Він влаштувався в бюро з перекладу декількох медичних журналів англійською мовою для Міністерства охорони здоров'я СРСР і подружився з кількома відомими в'язнями ГУЛАГу, в тому числі Георгієм Тенно і Олександром Солженіциним. Солженіцин включив деякі епізоди з історії Долгана в свою книгу «Архіпелаг ГУЛАГ».
У 1965 році Долгано одружився з Іриною. 1966 року у них народився син Андрій. Мати Долгана померла в 1967 році, а його батько — в 1968 році. 1971 року завдяки зусиллям його сестри, Стелли Кримм (Krymm), яка зуміла вибратися з СРСР в 1946 році, і посла в Австрії Джона П. Г'юмса Долгану вдалося отримати виїзну візу, і він повернувся в США. Він поселився в Роквіллі, штат Мериленд. Влаштувався на роботу в радянсько-американському медичному секторі Міжнародного центру Фогерти в Національному інституті охорони здоров'я. 1975 року опублікував у співавторстві з Патріком Вотсоном бестселер Історія Олександра Долгана: Американець в ГУЛАГу (Alexander Dolgun's Story: An American in the Gulag), в цій книзі він детально розповів про своє перебування в радянських таборах.
Здоров'я Долгана істотно підірвали пережиті ним тортури й побиття, його мучили численні хвороби. 1972 року він отримав від посольства США компенсацію за неотриману заробітну плату за період служби з 1949 по 1956 рік в розмірі $ 22000. Він скаржився, що йому заплатили «на горіхи», і він повинен був би отримати, хоча б відсотки від невиплаченої зарплати.
Долган помер 28 серпня 1986 року, у 59 років в Потомаку (штат Мериленд) від ниркової недостатності. Залишив після себе дружину і сина.